# YouPorn
YouPorn é um site norte-americano onde é possível compartilhar vídeos com áudio e fotos pornográficas. Seu mecanismo de compartilhamento de vídeo é similar ao do YouTube e ao do Google Video, e também utiliza o formato Macromedia Flash para disponibilizar os vídeos.